# Albert Baratier
Albert Ernest Augustin Baratier (Belfort, 11 luglio 1864 – Courcy, 17 ottobre 1917) è stato un generale ed esploratore francese.

## Biografia
Albert Baratier è il figlio dell'intendente generale Aristide-Émile-Anatole Baratier (1834-1918), reduce della campagna del Tonkino. Dopo brillanti studi al Collège Stanislas, Albert Baratier è stato accolto all'École de Saint-Cyr nel 1883.

### Carriera coloniale
Uscito dall'École de Saint-Cyr nel 1885 è promosso sottotenente e assegnato al 1º Reggimento cacciatori africano dell'esercito coloniale ed è promosso tenente il 12 ottobre 1889. Dopo aver servito in Algeria francese, ha preso parte con il tenente colonnello Humbert alle operazioni militari contro Samory Turé distinguendosi nell'attacco a Diamanko (1891-1892). Fu promosso cavaliere della Légion d'Honneur a Natale 1892.
Nel 1894 è arruolato nel 12º reggimento di caccia a cavallo e il 23 marzo 1895 è promosso capitano il 23 marzo 1895 nel 6° cacciatori. Membro della colonna di Monteil inviata a Kong, si unì al capitano Jean-Baptiste Marchand con il quale partecipò alla spedizione dal fiume Congo al Nilo. Si unì poi alla missione di Marchand nel 1896 che attraversò l'Africa e raggiunse il Nilo a Fascioda (Sudan) dove Marchand piantò la bandiera francese. Qui la spedizione si dedicò principalmente all'esplorazione del basso Soueh e del Bahr-el-Ghazal. A costo di molte difficoltà, la spedizione riuscì ad attraversare le paludi e raggiungere il lago Noh. In questo modo la spedizione aveva risalito la strada che conduceva dal bacino del Congo al fiume Nilo e aveva raggiunto Fachoda. Qui, la spedizione si scontrò con l'esercito britannico comandato dal generale Horatio Herbert Kitchener, che dopo la sua vittoria di Omdurman contro i Dervisci del Mahdi Muhammad Ahmad aveva anch'esso raggiunto Fachoda e dove aveva imposto ai francesi l'evacuazione.
La Crisi di Fascioda minacciò di portare alla guerra ma finì definitivamente con il ritiro francese, Marchand in Francia divenne un eroe nazionale. Baratier fu promosso al rango di ufficiale della Légion d'Honneur il 25 ottobre 1898 e ricevette la Médaille coloniale con "Sudan", "Congo", "Côte d'Ivoire" e "dall'Atlantico al mar rosso".
Al suo ritorno in Francia, elaborò una dettagliata mappa dei Territori dell'alto Oubangui che aveva attraversato nel corso della spedizione. Nominato caposquadrone il 21 novembre 1899, passa al 5° dragoni, poi ai 7° dragoni. Fu rapidamente promosso tenente colonnello il 26 dicembre 1905.Il 31 dicembre fu promosso commendatore della Légion d'Honneur.

### Grande Guerra

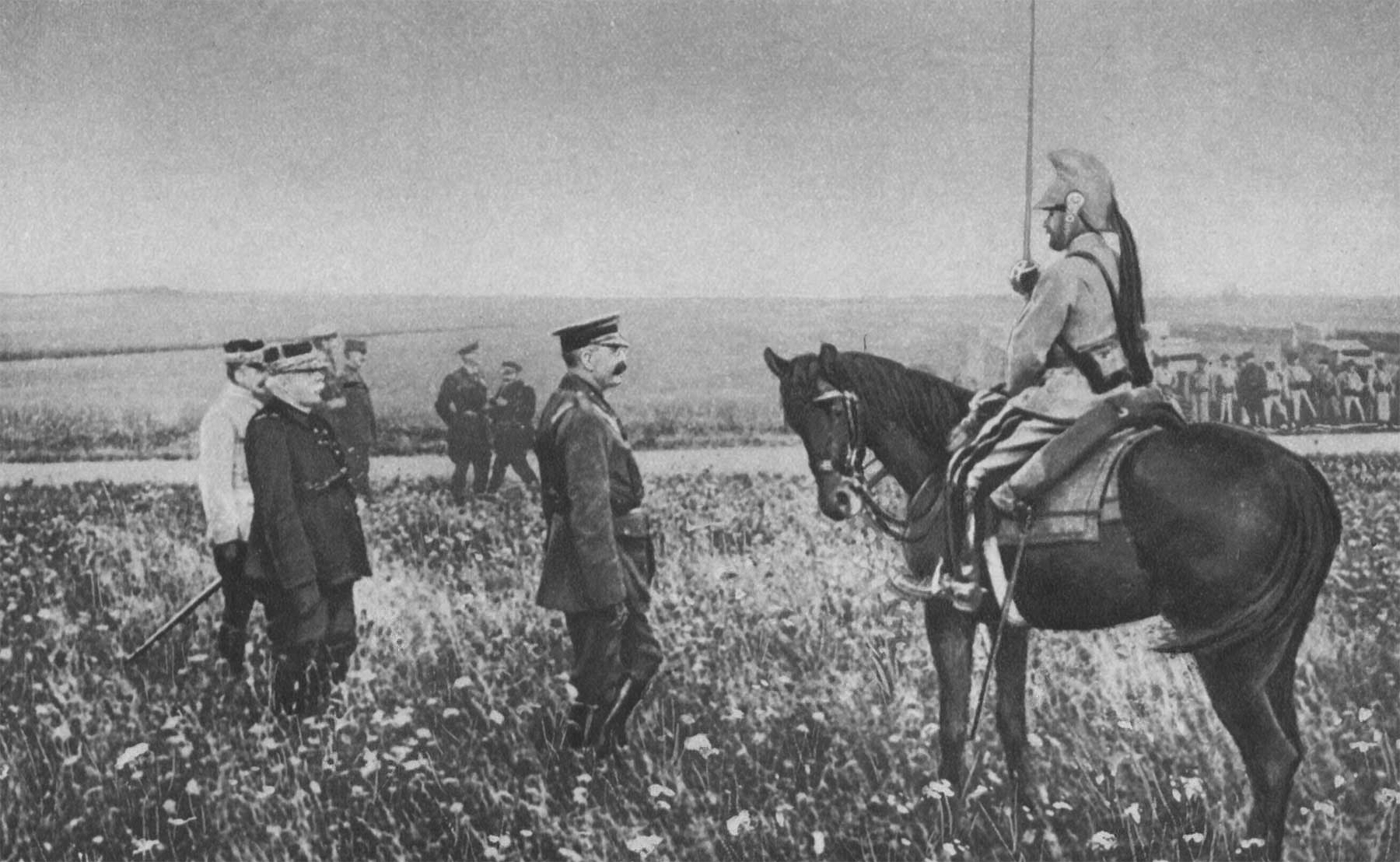
Primo incontro tra Kitchener e Baratier dopo Fascioda

Allo scoppio della Prima Guerra Mondiale Baratier si trovava al comando del 14º reggimento cacciatori a cavallo. Nominato generale di brigata, su base provvisoria il 4 settembre 1914, fu posto alla guida dell'8ª divisione di cavalleria; la sua nomina diventa definitiva il 27 ottobre. Il 10 agosto 1916 comandò la 134ª divisione di fanteria, dove fu promosso a generale di divisione il 18 maggio 1917. Durante la guerra il generale Joseph Joffre organizzò un incontro tra Baratier e il generale Horatio Herbert Kitchener. Il primo incontro dopo la crisi di Fascioda.
Baratier morì improvvisamente pochi mesi più tardi durante una visita a una trincea di prima linea di fronte a Reims il 17 ottobre 1917, ricevendo la menzione "mort pour la France". È sepolto nella necropoli nazionale di Cormicy.